# Icakuriren
Icakuriren (tidigare Ica-kuriren) är en svensk veckotidning som startades av Ica år 1942. Sedan 2014 är Story House Egmont ägare av tidningen, som på 1970-talet var en av Sveriges bästsäljande tidningar.

## Historia
Hösten 1941 började Icas reklamavdelning producera en serie helsidesannonser för Stockholms-Tidningen. Så småningom slogs de ihop till fyrsidiga särtryck med utdelningen i butikerna och delvis av redaktionell karaktär.
Nyåret 1941/1942 utvecklades idén till en ny tidning – Ica-kuriren – med Icas fyra inköpscentraler (Hakonbolaget, Eol, SV och Nordsvenska Köpmanna AB) som gemensamma utgivare. Publikationen marknadsfördes som "Det unga butiksgardets tidning – ett medel för ökad inbördes kontakt och fortsatt yrkesförkovran", och redan tidigt blev den tecknade serien om den idérike köpmannen Icander en läsarframgång.
Under 1942 bildades Ica Förlaget, först inom Ica AB och från 1945 som eget dotterbolag inom koncernen. Från och med 1945 och tre årtionden framåt var Sven Lindblad en av de drivande krafterna på förlaget och tidningen.
Redan tidigt hade tidningen (som startade som gratistidning) en stor upplaga. 1948 minskade den dock från 600 000 till 300 000, efter att man infört ett prenumerationspris på tidningen på två kronor per år.
Hösten 1972 nåddes tidningens största TS-kontrollerade upplaga, med 777 108 exemplar.

## Ledning
Tidningen gavs länge ut av Ica Förlaget (senare namnbytt till Forma Publishing). Den såldes 2014 tillsammans med flera systertidningar till Story House Egmont. tidigare Egmont Publishing. Tidningens redaktion ligger på Skeppsgatan i Malmö, och chefredaktör sedan 2021 är Lotte Ivarson Sandén.

### Chefredaktörer (urval)
- Maja-Lisa Furusjö (1974–1984)
- Lena Björk (1985–2000[6])

- Cissi Elwin (2000[6]–2005)

- Kattis Ahlström (2006[9]–2007)
- Åsa Lundegård (2007[10]–2010[11])

- Helena Rönnberg (2010[12]–2020)
- Åsa Holmström (2020[13]–)
- Lotte Ivarson Sandén (2021–)